# Punk Goes Metal
Punk Goes Metal is het debuutalbum uit de Punk Goes... serie uitgegeven door Fearless Records. Het bevat poppunk-covers van oorspronkelijke heavy-metalnummers.

## Nummers
1. "Breaking the Law" (Judas Priest) - Divit
2. "Talk Dirty To Me" (Poison) - Jughead's Revenge
3. "My Michelle" (Guns N' Roses) - AFI
4. "War Ensemble" (Slayer) - Bigwig
5. "Heaven" (Warrant) - New Found Glory
6. "Bark at the Moon" (Ozzy Osbourne) - Strung Out
7. "I Remember You" (Skid Row) - The Ataris
8. "Harvester of Sorrow" (Metallica) - Link 80
9. "Sexual Abuse" (St. Madness) - Guttermouth
10. "T.N.T." (AC/DC) - Dynamite Boy
11. "Little Fighter" (White Lion) - Death By Stereo
12. "Youth Gone Wild" (Skid Row) - Swindle
13. "I Don't Know" (Ozzy Osbourne) - Turnedown
14. "Looks That Kill" (Mötley Crüe) - Diesel Boy
15. "Holy Wars" (Megadeth) - Rx Bandits
16. "Love Song" (Tesla) - Ten Foot Pole
17. "Why Rock?" (Leather Pyrate) - The Aquabats

Leather Pyrate is een fictionele band. The Aquabats hebben op hun website toegegeven dat zij het lied geschreven hebben.
Punk Goes Metal ·
Punk Goes Pop ·
Punk Goes Acoustic ·
Punk Goes 80's ·
Punk Goes 90's ·
Punk Goes Acoustic 2 ·
Punk Goes Crunk ·
Punk Goes Pop Volume Two ·
Punk Goes Classic Rock ·
Punk Goes Pop Volume 03. ·
Punk Goes X ·
Punk Goes Pop Volume 4 ·
Punk Goes Pop Volume 5 ·
Punk Goes Christmas ·
Punk Goes 90s Vol. 2 ·
Punk Goes Pop Vol. 6 ·
Punk Goes Pop Vol. 7